# Gentil Duarte
Miguel Botache Santillana, alias Gentil Duarte, (Florencia, 15 de octubre de 1963 - Zulia,  24 de mayo de 2022) fue un guerrillero colombiano, líder de varios grupos de disidencias de las FARC-EP o  Grupos Armados Organizados Residuales (GAOR) en el sur y oriente de Colombia, y en el occidente venezolano.

## Biografía
Nació en el municipio de Florencia (Caquetá) en 1963. 

### Militancia en las FARC-EP
Ingreso a las Fuerzas Armadas Revolucionarias de Colombia (FARC-EP) en 1981, en el Frente 14 de la organización, donde inició como guerrillero.
Alias Gentil Duarte rápidamente se ganó un lugar en los altos rango de las FARC-EP, convirtiéndose en comandante del Frente 7, en la que controlaba la extorsión y el narcotráfico del departamento del Meta. Logró controlar grandes territorios y bienes del departamento de Meta. Debido a su poder y a sus relaciones cercanas con íconos de la guerrilla como Alfonso Cano y Mono Jojoy, Gentil Duarte llegó a ser parte del Estado Mayor del Bloque Oriental de las FARC-EP en 2009, y al Estado Mayor de las FARC-EP en 2015.
Con la muerte de Mono Jojoy en 2010, y de Alfonso Cano en 2011, Gentil Duarte se convirtió en uno de los objetivos principales de la Fuerza Pública. De hecho, en 2010 comandó varias operaciones del Bloque Oriental en el sur de Colombia, donde ordenó realizar ataques y paralizar la actividad económica, como respuesta a los operativos que realizaban el Ejército Nacional y la Policía Nacional. Su importancia en el Bloque Oriental fue ideológica formando y entrenando nuevos reclutas en el Frente 7, en lo político por la formación comunista, la cual compartió con los frentes que comandó, y en lo económico al haber sido uno de los principales proveedores financieros del narcotráfico en el Bloque Oriental.
En 2015 participó en los diálogos de paz entre el gobierno colombiano y las FARC-EP, que finalizaron con los acuerdos de paz en 2016.

### Comandante de Disidencias de las FARC-EP
Disidente de los acuerdos de paz entre el gobierno y las FARC-EP de 2016, comanda su grupo de disidentes de esta guerrilla con al menos 1.500 hombres, distribuidos en distintas regiones de Colombia (sur y oriente del país, además de las fronteras con Ecuador y Venezuela). También fue enemigo de la disidencia Segunda Marquetalia, al mando de alias Iván Márquez, teniendo este último como lugartenientes en su grupo a los alias Jesús Santrich, Romaña y El Paisa, entre otros.
Desde finales de marzo de 2021 hubo enfrentamientos en el Estado Apure entre disidentes de Gentil Duarte, escondidos en Venezuela, y miembros de la Fuerza Armada Nacional Bolivariana (FANB), dejando un saldo de 25 muertos entre ambos bandos, lo que daría a entender que Nicolás Maduro dejó a un lado su alianza con el grupo de Gentil Duarte, para asociarse y aliarse por completo con el grupo Segunda Marquetalia, según análisis de periodistas y expertos militares de ambas naciones.
En el sector de Aguaclara, cerca de San Vicente del Caguán (Caquetá), alias Gentil Duarte y algunos narcotraficantes fueron emboscados la Fuerza Pública el 29 de julio de 2021, quienes estaban reunidos para pactar negocios ilícitos. Duarte, al parecer, fue herido en un brazo. En agosto de 2021, el Polo Democrático rechazó los señalamientos que mencionan la infiltración de Gentil Duarte en ese partido, y pide al gobierno nacional aclarar los mismos.

## Muerte
Murió en un ataque con explosivos, el 4 de mayo del 2022 en el Estado Zulia en Venezuela. Según algunas versiones murió en un ataque del Ejército de Liberación Nacional (ELN), desmentido por esa organización, otras versiones dicen que fue una trampa de otras disidencias de las FARC-EP, o en un ataque de la Fuerza Pública de Venezuela.